# بشارة دوماني
بشارة دوماني (مواليد السعودية عام 1957)، مؤرخ وكاتب وأكاديمي فلسطيني، ومختص في مجال دراسات الشرق الأوسط؛ وأول حامل لـ «كرسي محمود درويش للدراسات الفلسطينية» في جامعة براون في الولايات المتحدة التي يعمل بها منذ عام 2012.
عمل البروفيسور بشارة دوماني في السابق محاضرًا في جامعة بيرزيت وأستاذًا مساعدًا في جامعة بنسيلفانيا. وأستاذًا مشاركًا في دائرة التاريخ في جامعة كاليفورنيا في بركلي بالولايات المتحدة. حاز على شهادة الدكتوراه في التاريخ من جامعة جورجتاون.
لديه العديد من الكتابات بالعربية والإنجليزية حول الشؤون الفلسطينية منها كتاب «إعادة اكتشاف فلسطين: أهالي جبل نابلس 1700-1900» وكتاب «التجار والفلاحين في منطقة جبل نابلس، 1700-1900» وكتاب أوراق عائلية.
تسلم مهامه رئيسًا لجامعة بيرزيت في 2 أغسطس 2021، وذلك خلفًا لعبد اللطيف أبو حجلة.

## السيرة الذاتية
دوماني فلسطيني نزحت عائلته من حيفا أثناء حرب فلسطين 1947-1949 . ولد في المملكة العربية السعودية لكنه أمضى شبابه في لبنان حتى انتقل إلى الولايات المتحدة في عام 1970. حصل على درجة البكالوريوس في التاريخ من كلية كينون في أوهايو في عام 1977. وفي عام 1980 حصل على درجة الماجستير من جامعة جورج تاون حيث حصل فيما بعد على درجة الدكتوراه في عام 1990.

### المسيرة الأكاديمية
قبل انضمامه إلى قسم التاريخ بجامعة براون في عام 2012 ومساعدته في إنشاء برنامج دراسات الشرق الأوسط في جامعة براون كان عضوًا في هيئة التدريس بجامعة كاليفورنيا بيركلي من عام 1998 إلى عام 2012 وأستاذًا دائمًا في جامعة بنسلفانيا في فيلادلفيا من عام 1989 إلى عام 1998.
من عام 1996 إلى عام 1997 كان زميلاً في مركز وودرو ويلسون الدولي للعلماء في واشنطن العاصمة . من عام 2001 إلى عام 2002 كان زميلاً في كلية العلوم ببرلين ومن عام 2007 إلى عام 2008 في معهد رادكليف للدراسات المتقدمة التابع لجامعة هارفارد في كامبريدج ماساتشوستس. كان زميلاً في معهد الدراسات المتقدمة في برينستون نيو جيرسي من عام 2018 إلى عام 2019.
من عام 2012 إلى عام 2018 كان دوماني المدير المؤسس لمركز دراسات الشرق الأوسط بجامعة براون. من عام 2012 إلى عام 2020 كان أستاذًا متميزًا لتاريخ الشرق الأوسط الحديث في جامعة براون. في يوليو 2020 أصبح أول أستاذ محمود درويش للدراسات الفلسطينية وهو أول رئيس يُعين للدراسات الفلسطينية في جامعة أمريكية. قاموا بتسمية هذا المنصب على اسم الشاعر الفلسطيني محمود درويش.
يتخصص الدكتور دوماني في التاريخ الاجتماعي والثقافي والقانوني للشرق الأوسط الحديث والمعاصر.
من بين مؤلفاته : الحياة العائلية في البحر الأبيض المتوسط العثماني : تاريخ اجتماعي (2017) وإعادة اكتشاف فلسطين : التجار والفلاحون في جبل نابلس 1700-1900 والحرية الأكاديمية بعد 11 سبتمبر (محرر) والتاريخ العائلي في الشرق الأوسط : الأسرة والممتلكات والجنس (محرر). كما نشر دوماني العديد من المقالات حول التاريخ والتأريخ الفلسطيني بما في ذلك "أرشفة فلسطين والفلسطينيين : تراث إحسان نمر" و"فلسطين في مواجهة الفلسطينيين؟ القوانين الحديدية ومفارقات شعب منكر" و"إعادة اكتشاف فلسطين العثمانية : كتابة الفلسطينيين في التاريخ" وغيرها.
يعد دوماني مؤسس مبادرة البحث "اتجاهات جديدة في الدراسات الفلسطينية" ومحرر سلسلة الكتب المفتوحة المصدر التي تنشرها مطبعة جامعة كاليفورنيا. وهو عضو في اللجان التحريرية لمجلة دراسات فلسطين ومجلة القدس الفصلية. في عام 2017 حصل على جائزة ندوة سوير من مؤسسة أندرو دبليو ميلون عن اقتراحه "النزوح وتكوين العالم الحديث : التاريخ والبيئة والذاتية" كما نظم سلسلة من ورش العمل والندوات والدورات والأنشطة الثقافية للندوة على مدار العام.
من عام 2008 إلى عام 2010 قاد دوماني فريقًا أنتج خطة استراتيجية لإنشاء متحف فلسطيني في بيرزيت.

## فهرس
- دوماني، ب. (1994). "الاقتصاد السياسي لتعداد السكان في فلسطين العثمانية: نابلس، حوالي عام 1850" (PDF). المجلة الدولية لدراسات الشرق الأوسط. ج. 26: 1–17. DOI:10.1017/S0020743800059730. S2CID:162272039. مؤرشف من الأصل (PDF) في 2018-06-29. اطلع عليه بتاريخ 2018-06-29. {{استشهاد بدورية محكمة}}: الوسيط |تاريخ أرشيف= و|تاريخ-الأرشيف= تكرر أكثر من مرة (مساعدة) والوسيط |مسار أرشيف= و|مسار-الأرشيف= تكرر أكثر من مرة (مساعدة)
- إعادة اكتشاف فلسطين: التجار والفلاحين في جبل نابلس، 1700-1900، جامعة كاليفورنيا الطباعة، 1995.
- تاريخ العائلة في الشرق الأوسط: الأسرة والممتلكات والجنس (محرر) ، SUNY Press، 2003.
- الحرية الأكاديمية بعد 11 سبتمبر (محرر) ، Zone Books/MIT Press ، 2006.  (ردمك 1-890951-61-7) (إس بي إن)  1-890951-61-7
- الحياة العائلية في البحر الأبيض المتوسط العثماني: تاريخ اجتماعي جامعة كامبريدج 2017.